# Подстепновка
Подстепновка — посёлок в Волжском районе Самарской области России. Входит в состав сельского поселения Верхняя Подстепновка.

## География
Посёлок находится в центральной части Самарской области, в пределах Низкого Заволжья, в лесостепной зоне, на левом берегу реки Подстепновки, к югу от города Самары, административного центра района. Абсолютная высота — 37 метров над уровнем моря.
Климат
Климат характеризуется как континентальный, с морозной зимой и продолжительным тёплым летом. Среднегодовая температура — 4,4 — 4,8 °C. Среднегодовое количество атмосферных осадков колеблется в диапазоне от 483 мм до 504 мм. Снежный покров в течение 140−160 дней.
Часовой пояс
Посёлок Подстепновка, как и вся Самарская область, находится в часовой зоне МСК+1. Смещение применяемого времени относительно UTC составляет +4:00.

## Население
| 2010 |
| ---- |
| 501  |

Половой состав
По данным Всероссийской переписи населения 2010 года в гендерной структуре населения мужчины составляли 44,1 %, женщины — соответственно 55,9 %.
Национальный состав
Согласно результатам переписи 2002 года, в национальной структуре населения русские составляли 62 % из 475 чел., цыгане — 27 %.